# Лояльный Лузитанский легион
Лояльный Лузитанский легион (англ. Loyal Lusitanian Legion / LLL, порт. Leal Legião Lusitana), также известен как Верный Португальский легион и Королевский Португальский легион (англ. Royal Lusitanian Legion) — иностранный добровольческий корпус Британской армии, собранный из португальских эмигрантов в Англии, которые участвовали в Пиренейских войнах.

## История
Инициаторами образования легиона выступили полковники Португальской армии Жозе Мария Моура и Карлос Фредерико Лекор, отказавшиеся служить в наполеоновском Португальском легионе, а также посол Португалии в Лондоне Шевалье де Соуза. В составе легиона служили преимущественно португальцы, хотя также там были британцы (в том числе командир легиона, полковник Роберт Томас Вильсон) и немцы.
Легион был образован в Плимуте в июле 1808 года, а в сентябре того же года совершил высадку в Порту. С 1808 по 1811 годы в составе англо-португальской армии сражался против наполеоновских войск в Португалии и Испании, в битвах при Буссако и Талавере. Занимался рейдами и нападениями на отдельные французские отряды при поддержке испанских и португальских ополченцев.
Расформирован 4 мая 1811: его солдаты переведены в регулярные португальские войска, а батальоны преобразованы в батальоны касадоров.

## Структура
Лояльный Лузитанский легион был организован как полк лёгкой пехоты с прикреплённой артиллерийской батареей и включал в себя:
- Командование полка
- 1-й батальон
- 2-й батальон
- Артиллерийский корпус

Батальон состоял из 10 рот, численность батальона составляла 1000 человек. Артиллерийский корпус представлял собой батарею из шести полевых орудий и 80 человек.
После расформирования легиона его 1-й батальон был преобразован в 7-й касадорский батальон, а 2-й — в 8-й касадорский. 9-й касадорский батальон был сформирован из оставшихся людей.

## Униформа
Солдаты полка носили зелёные мундиры наподобие британских стрелков; более того, этот цвет был цветом королевской династии Браганса, которой был верен Легион.